# Scrot
Scrotul (bursă scrotală, pungă scrotală) reprezintă o formațiune anatomică a aparatului genital masculin, în formă de sac voluminos, nepereche și median, conține testiculele cu canalele și anexele sale. Scrotul derivă din peretele anterior al abdomenului, amplasat inferoposterior de rădăcina penisului. În vocabularul copiilor mai este denumit ouțe.

## Descriere
La exterior apare ca o pungă cutanată pediculată și suspendată de regiunea pubiană. Forma și dimensiunile scrotului se modifică odată cu vârsta.
Pe linia mediană se observă o sutură, o creastă mică a pielii, numită rafeul scrotal, care divizează anteroinferior întregul scrot în doi lobi. În profunzime, rafeul scrotal se continuă cu un sept, separând interiorul în două camere, numite burse, în care se găsește câte un testicul. Rafeul scrotal se continuă pe penis cu rafeul penian până la frenul prepuțului. Scrotul este asimetric, unul dintre lobi, de regulă cel stâng, fiind mai coborât, pentru a evita compresia testiculelor în caz de impact.
Scrotul se strânge în timpul excitației (erecției penisului), în unele stări emoționale și atunci când este expus la temperaturi joase.
Deși este prezent la majoritatea mamiferelor, scrotul extern lipsește la mamiferele marine, cum ar fi balenele și focile, unele linii de mamifere terestre, precum afroterienii, xenartranii și numeroase familii de lilieci, rozătoare și insectivore.
Scrotul este omolog embriologic cu labiile mari la femeie.

## Anatomie

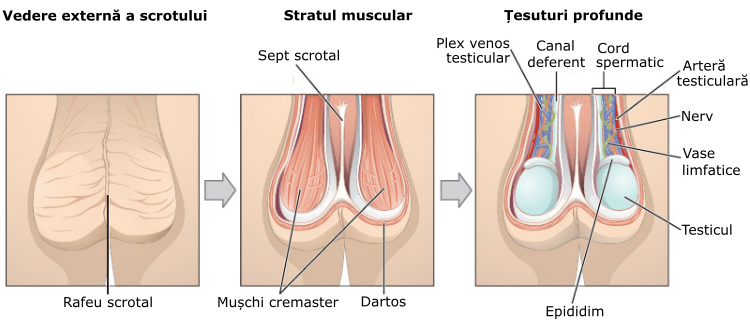
Imagine care arată musculatura și funcționarea interioară a scrotului.

Scrotul este alcătuit din 7 învelișuri concentrice, care în general corespund planurilor stratificației peretelui abdominal. Peretele scrotul este lipsit de țesut adipos. Totuși, numărul de straturi atribuite scrotului diferă unii savanți. Unii autori includ în termenul de scrot doar pielea și dartosul, ați toate straturile cu excepția tunicii vaginale, ș.a., celelalte tunici fiind considerate structuri al testiculelor.

### Învelișuri
La exterior se află pielea foarte fină, extensibilă, elastică, cu numeroase cute transversale și mai intens pigmentată decât regiunile învecinate. Prezintă glande sebacee, glande sudoripare și este acoperită cu fire de păr rare. Pielea reprezintă prelungire a tegumentului abdominal.
Tunica dartos– se află imediat sub piele se găsește, este o lamă fină alcătuită din celule musculare netede și fibre conjunctive elastice, mai dezvoltată în regiunea anterolaterale și mai subțire în regiunea posterioară. Tunica dartos aderă intim de pielea scrotală, prelungindu-se cu dartosul penian și perineal. Datorită musculaturii, această tunică este responsabilă de încrețirea pielii și ridicarea (sau coborârea) scrotul spre abdomen.
Fascia spermatică externă sau tunica celuloasă – continuare a fasciei superficiale abdominale, alcătuită din țesut conjunctiv lax, vase și nervi superficiali.
Fascia cremasterică – continuare a fasciei mușchiului oblic extern.
Mușchiul cremaster – alcătuit din fibre care provin din mușchiul oblic intern și mușchiul abdominal transvers. Spre deosebire de fibrele musculare ale tunicii dartos, contracția mușchiul cremaster provoacă ridicarea bruscă a testiculului. În caz de lovitură în regiunea inghinală sau în scrot (în timpul competițiilor sportive, masturbării etc.), contracția mușchiului cremaster poate provoca torsionarea funiculului spermatic. Torsiunea duce la necroză testiculară din cauza răsucirea vaselor sangvine și stoparea alimentării cu sânge.
Fascia spermatică internă sau tunica vaginală comună – alcătuită din țesut conjunctiv și muscular, provine de la fascia abdominală transversă, învelește funiculul spermatic și este despărțită de testicul prin tunica vaginală. În extremitatea inferioară, fascia spermatică internă formează ligamentul scrotal care leagă pielea și dartosul cu testiculul și epididimul, reducând, într-o anumită măsură, mobilitatea testiculului în interiorul bursei scrotale.

Desen schematic al unei secțiuni transversale prin procesul vaginal. 1 - Testicul, 2 - Epididim, 3 - Mezou, 4 Lamina viscerală a tunicii vaginale, 5 - Lamina parietală a tunicii vaginale, 6 - Cavitatea vagina, 7 - Epididim, 8 - Fascia spermatica internă

Tunica vaginală – membrană seroasă provenită din peritoneu care acoperă testiculul și epididimul. Tunica vaginală este compusă două foițe – lama parietală și lama viscerală, între care se delimitează cavitatea vaginală sau scrotală. Lama parietală tapetează suprafața profundă a fasciei spermatice interne, iar lama viscerală acoperă testiculului și epididimului  De regulă, această cavitate conține o peliculă fină de lichid care menține aderența între cele două lamele, dar fără a reține mobilitatea testiculelor. Acumularea unui lichid în cavitatea vaginală constituie o afecțiune care se numește hidrocel.

### Alimentarea cu nervi
| Nervul                                                  | Suprafață      |
| ------------------------------------------------------- | -------------- |
| Ramura genitala a nervului genitofemoral                | anterolaterale |
| Nervii scrotali anteriori (din nervul ilioinginal )     | anterior       |
| Nervii scrotali posteriori (din nervul perineal )       | posterior      |
| ramuri perineale ale nervului cutanat femural posterior | inferior       |

### Vascularizația

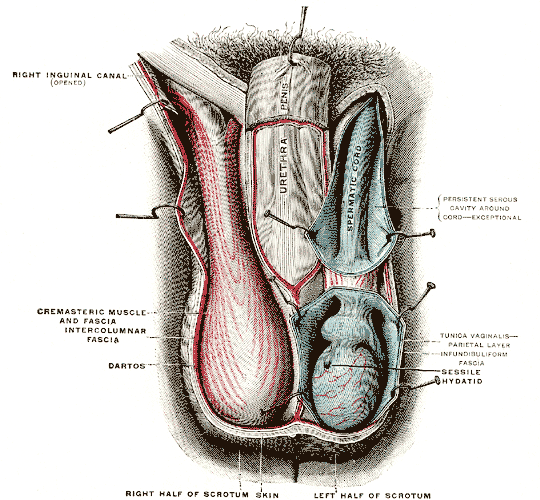
Diagrama scrotului. În partea stângă a fost deschisă cavitatea tunicii vaginale ; pe partea dreaptă au fost îndepărtate numai straturile superficiale ale mușchiului Cremaster.

| Vasele de sânge             |                                               |
| --------------------------- | --------------------------------------------- |
| Arteră scrotală anterioară  | provine din artera pudendală externă profundă |
| Artere scrotală posterioară |                                               |
| Arteră testiculară          |                                               |

### Sistem limfatic
Limfa scrotului se scurge inițial în ganglionii limfatici inghinali superficiali, aceasta apoi se scurge în ganglionii limfatici inghinali profunzi. Ganglionii limfatici inghinali profunzi se drenează în iliacul comun, care în cele din urmă eliberează limfa în cisterna chyli.
| Vase limfatice                              |  |
| ------------------------------------------- |  |
| Ganglionii limfatici inghinali superficiali |  |
| Ganglionii limfatici poplitei               |  |

### Asimetrie
Un testicul este de obicei mai mic decât celălalt, despre care se crede că funcționează pentru a evita compresia în caz de impact; la om, testiculul stâng este mai mic decât cel drept.  O perspectivă alternativă este că asimetria descendentă a testiculului evoluat pentru a permite o răcire mai eficientă a testiculelor. 

## Dezvoltare

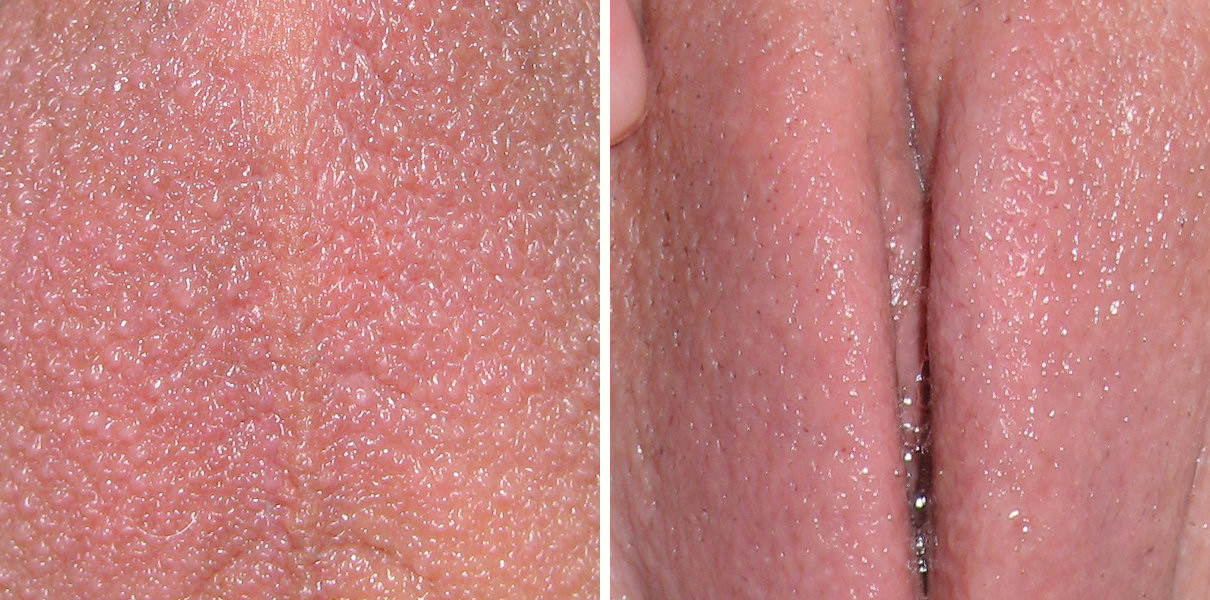
Comparație între pielea și tunica dartos ale scrotului (stânga) și ale labiei mari (dreapta).

### Omologie genitală între sexe
Hormonii sexuali masculini sunt secretați de testicule mai târziu în viața embrionară pentru a provoca dezvoltarea organelor sexuale secundare. Scrotul este omolog, din punct de vedere al dezvoltării, u labiile mari, rafeul scrotal - cu marginile externe ale labiilor mici. Organele și țesuturile reproductive se dezvoltă la femeie, iar la bărbați încep în a cincea săptămână după fertilizare. Creasta gonadală crește în spatele membranei peritoneale. În cea de-a șasea săptămână, se formează țesuturi asemănătoare coardelor numite cordoane sexuale primare în creasta gonadală mărită. Extern, peste membrana cloacală apare o umflătură numită tubercul genital.

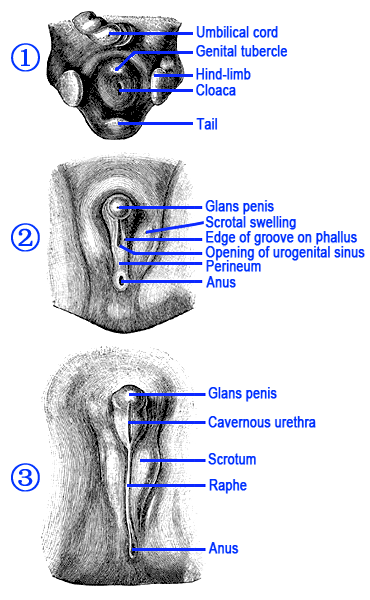
Etape în dezvoltarea organelor genitale externe masculine.

Până în a opta săptămână de la fertilizare, organele de reproducere nu par a fi diferite între bărbat și femeie și sunt numite nediferențiate. Secreția de testosteron începe în săptămâna a opta, atinge nivelurile maxime în săptămâna 13 și, în cele din urmă, scade la niveluri foarte mici până la sfârșitul celui de-al doilea trimestru. Testosteronul provoacă masculinizarea pliurilor labioscrotale transformându-le în scrot. Rafeul scrotal se formează atunci când șanțul embrionar, uretral se închide până la săptămâna 12. 

### Dezvoltarea scrotală și pubertatea
Deși testiculele și scrotul se formează la începutul vieții embrionare, maturizarea sexuală începe la intrarea în pubertate. Secreția crescută de testosteron determină întunecarea pielii și dezvoltarea părului pubian pe scrot. 

## Fiziologie
Scrotul reglează temperatura testiculelor și o menține la 35 de grade Celsius (95 grade Fahrenheit), adică cu două sau trei grade sub temperatura corpului de 37 de grade Celsius (98,6 grade Fahrenheit). Temperaturile mai ridicate afectează spermatogeneza.  Controlul temperaturii se realizează prin mușchii netezi ai scrotului care mută testiculele fie mai aproape, fie mai departe de abdomen, în funcție de temperatura ambiantă. Acest lucru este realizat de mușchiul cremaster din abdomen și fascia dartos (țesutul muscular sub piele). 
Având scrotul și testiculele situate în afara cavității abdominale poate oferi avantaje suplimentare. Scrotul extern nu este afectat de presiunea abdominală. Acest lucru poate preveni golirea testiculelor înainte ca spermatozoizii să fie maturizați suficient pentru fertilizare.  Un alt avantaj este că protejează testiculele de zguduituri și comprimări asociate cu un stil de viață activ. Animalele care se mișcă într-un ritm constant - cum ar fi elefanții, balenele și veverițele marsupiale - au testicule interne și nu au scrot.  Spre deosebire de mamiferele placentare, unii marsupiali masculi au un scrot anterior penisului,     care nu este omolog cu scrotul mamiferelor placentare,  deși există mai multe specii marsupiale fără un scrot extern.  La om, scrotul poate oferi o anumită frecare în timpul actului sexual, contribuind la îmbunătățirea activității. 

## Distribuție

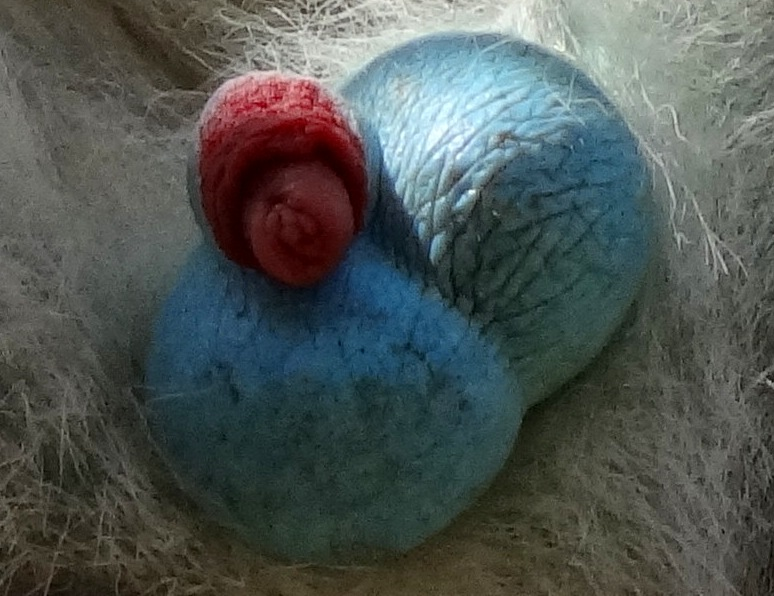
Scrotul la Chlorocebus pygerythrus

Scrotul este prezenta la majoritatea marsupialelor și mamiferelor superioare, cu unele excepții, în timp ce testiculele la celelalte animale vertebrate, inclusiv monotreme, rămân în cavitatea corpului. La majoritatea mamiferelor scrotul este pendulat, ca la om. Dar există grupe în care testiculele coboară în scrot doar în perioada împerecherii și apoi se ridică în cavitatea pleviană.
În cazul marsupialelor, se discută dacă această punga este o structură omoloagă cu scrotul placentarelor. De regulă, scrotul marsupialelor este amplasat anterior penisului, în timp ce la celelalte mamifere are o poziție postpeniană.

## Semnificație clinică
Un studiu a indicat că utilizarea unui computer laptop poziționat pe poală poate afecta negativ producția de spermă.  

### Boli și afecțiuni
Scrotul și celelalte formațiuni prezente în el pot dezvolta boli sau pot suferi leziuni. Acestea includ:
- candidozdă
- chist sebaceu
- chist epidermic
- hidrocel
- hematocel
- Molluscum contagiosum
- boala Paget a scrotului
- hernie inghinală
- epididimo-orhita
- negi genitali
- dermatită
- herpes
- scabie
- filarioză limfatică scrotală
- granulom
- gonoree
- clamidioză
- sifilis
- pediculoză pubiană
- eczemă scrotală
- psoriazis scrotal